# Mateja Milovanović
Mateja Milovanović (Servisch: Матеја Миловановић) (Vlaardingen, 18 april 2004) is een Servisch-Nederlands voetballer die doorgaans als verdediger uitkomt en bij sc Heerenveen onder contract staat.

## Clubcarrière

### Ajax
De in Vlaardingen geboren Milovanović heeft Servische ouders. Via de jeugd van Sparta Rotterdam kwam hij in 2018 in de jeugdopleiding van Ajax terecht. Bij Ajax onder 18 was Milovanović enkele keren aanvoerder en in het seizoen 2021/22 speelde hij vijf wedstrijden als basisspeler mee in de UEFA Youth League. Ook in het seizoen 2022/23 speelde Milovanović mee in de UEFA Youth League. Er was in 2021 nog interesse van verschillende buitenlandse clubs, maar in oktober 2022 tekende hij op zeventienjarige leeftijd zijn eerste profcontract tot medio 2024.
Bij de aanvang van het seizoen 2022/23 zat Milovanović tijdens de eerste speelronde voor het eerst officieel bij de wedstrijdselectie van Jong Ajax. In de tweede speelronde maakte hij op 12 augustus 2022 zijn debuut in de met 1–0 verloren uitwedstrijd tegen Roda JC Kerkrade. Milovanović begon die wedstrijd als basisspeler. Hij speelde zijn wedstrijden in de eerste seizoenshelft bij Jong Ajax veelal als linkervleugelverdediger, mede door de vanuit het eerste elftal aanwezige Kik Pirie. Volgens toenmalig trainer John Heitinga was het echter nooit verkeerd om als speler op meerdere posities uit de voeten te kunnen. Begin februari 2023 schreef Ajax Milovanović samen met diverse andere jeugdspelers in op de spelerslijst voor de knock-outfase van de UEFA Europa League.
In de voorbereiding op het seizoen 2023/24 trainde Milovanović mee met het eerste elftal. Daarbij liep hij een enkelblessure op, waarvan hij in oktober 2023 herstelde. Enkele weken later werd Milovanović echter geholpen aan een knieblessure, waarna een revalidatietraject tot in de loop van 2024 volgde. Door zijn blessures kwam Milovanović in zijn laatste periode bij Ajax niet meer uit in officiële wedstrijden bij het eerste elftal of belofteteam. Alwaar hij op 5 februari 2024 tegen Jong FC Utrecht (0–1 winst) nog wel een keer bij de wedstrijdselectie van Jong Ajax zat.

### sc Heerenveen
In de zomer van 2024 maakte Milovanović de transfervrije overstap naar sc Heereveen. Daar tekende hij een tweejarig contract tot medio 2026.

## Clubstatistieken

### Beloften
| Seizoen                        | Club            | Competitie      | Competitie | Competitie | Overig | Overig | Totaal | Totaal |
| Seizoen                        | Club            | Competitie      | Wed.       | Dlp.       | Wed.   | Dlp.   | Wed.   | Dlp.   |
| ------------------------------ | --------------- | --------------- | ---------- | ---------- | ------ | ------ | ------ | ------ |
| 2022/23                        | Jong Ajax       | Eerste divisie  | 12         | 0          | 0      | 0      | 12     | 0      |
| 2023/24                        | Jong Ajax       | Eerste divisie  | 0          | 0          | 0      | 0      | 0      | 0      |
| Carrière totaal                | Carrière totaal | Carrière totaal | 12         | 0          | 0      | 0      | 12     | 0      |
| Bijgewerkt op 10 november 2024 |                 |                 |            |            |        |        |        |        |

### Senioren
| Seizoen                        | Club            | Competitie      | Competitie | Competitie | Beker | Beker | Europees | Europees | Overig | Overig | Totaal | Totaal |
| Seizoen                        | Club            | Competitie      | Wed.       | Dlp.       | Wed.  | Dlp.  | Wed.     | Dlp.     | Wed.   | Dlp.   | Wed.   | Dlp.   |
| ------------------------------ | --------------- | --------------- | ---------- | ---------- | ----- | ----- | -------- | -------- | ------ | ------ | ------ | ------ |
| 2024/25                        | sc Heerenveen   | Eredivisie      | 1          | 0          | 0     | 0     | –        | –        | 0      | 0      | 1      | 0      |
| Carrière totaal                | Carrière totaal | Carrière totaal | 1          | 0          | 0     | 0     | –        | –        | 0      | 0      | 1      | 0      |
| Bijgewerkt op 10 november 2024 |                 |                 |            |            |       |       |          |          |        |        |        |        |

## Interlandcarrière

### Servië onder 19
Milovanović speelde in 2021 zijn eerste interland voor Servië onder 19. Na rust verving hij Dragan Stoisavljevic. In september 2022 speelde Milovanović na ruim een jaar afwezigheid in de selectie zijn opvolgende interlands, beide als basisspeler.
| Jeugdinterlands voor Servië onder 19 | Jeugdinterlands voor Servië onder 19 | Jeugdinterlands voor Servië onder 19 | Jeugdinterlands voor Servië onder 19 | Jeugdinterlands voor Servië onder 19 | Jeugdinterlands voor Servië onder 19 |
| Interland                            | Datum                                | Wedstrijd                            | Uitslag                              | Soort Wedstrijd                      | Doelpunten                           |
| Als speler bij Ajax onder 18         | Als speler bij Ajax onder 18         | Als speler bij Ajax onder 18         | Als speler bij Ajax onder 18         | Als speler bij Ajax onder 18         | Als speler bij Ajax onder 18         |
| ------------------------------------ | ------------------------------------ | ------------------------------------ | ------------------------------------ | ------------------------------------ | ------------------------------------ |
| 1.                                   | 7 juni 2021                          | Servië – Roemenië                    | 1 – 0                                | Vriendschappelijk                    |                                      |
| Als speler bij Jong Ajax             |                                      |                                      |                                      |                                      |                                      |
| 2.                                   | 22 september 2022                    | Servië – Finland                     | 3 – 1                                | Vriendschappelijk                    |                                      |
| 3.                                   | 24 september 2022                    | Servië – Portugal                    | 0 – 3                                | Vriendschappelijk                    |                                      |
| 4.                                   | 26 september 2022                    | Servië – Frankrijk                   | 3 – 1                                | Vriendschappelijk                    |                                      |
| 5.                                   | 17 november 2022                     | Noord-Macedonië – Servië             | 1 – 2                                | Kwalificatie EK onder 19 2023        |                                      |
| 6.                                   | 20 november 2022                     | Servië – San Marino                  | 4 – 0                                | Kwalificatie EK onder 19 2023        |                                      |
| 7.                                   | 23 november 2022                     | Servië – Noorwegen                   | 2 – 0                                | Kwalificatie EK onder 19 2023        |                                      |